# خلنج بانكسي
خلنج بانكسي (الاسم العلمي:Erica banksia) هو نوع من النباتات يتبع جنس الخلنج من الفصيلة الخلنجية.